# Negage Municipality
Negage Municipality är en kommun i Angola.   Den ligger i provinsen Uíge, i den nordvästra delen av landet, 260 km öster om huvudstaden Luanda.
I omgivningarna runt Negage Municipality växer huvudsakligen savannskog. Runt Negage Municipality är det glesbefolkat, med 19 invånare per kvadratkilometer.